# インタリオ (花澤香菜の曲)
｢インタリオ｣は、花澤香菜の楽曲。宮川弾が作詞、北川勝利が作曲を手掛けた。花澤の17枚目のシングルとして2023年11月1日にポニーキャニオンから発売された。
表題曲の「インタリオ」は、テレビアニメ『ダークギャザリング』10月クールエンディングテーマ。収録曲の「灰色」は、同アニメ7月クールエンディングテーマ。

## シングル収録内容
| 全作曲: 北川勝利。 |                                 |                      |            |                        |      |
| #                  | タイトル                        | 作詞                 | 作曲・編曲 | 編曲                   | 時間 |
| 1.                 | 「インタリオ」                  | 宮川弾               | 北川勝利   | 北川勝利               | 4:32 |
| 2.                 | 「灰色」                        | 藤村鼓乃美、北川勝利 | 北川勝利   | 北川勝利               | 3:53 |
| 3.                 | 「ギミギミ♡ラヴ」               | 北川勝利、藤村鼓乃美 | 北川勝利   | ケンカイヨシ、北川勝利 | 3:41 |
| 4.                 | 「インタリオ」(TV Size Ver.)    |                      | 北川勝利   |                        | 1:34 |
| 5.                 | 「灰色」(TV Size Ver.)          |                      | 北川勝利   |                        | 1:32 |
| 6.                 | 「インタリオ」(Instrumental)    |                      | 北川勝利   |                        | 4:32 |
| 7.                 | 「灰色」(Instrumental)          |                      | 北川勝利   |                        | 3:53 |
| 8.                 | 「ギミギミ♡ラヴ」(Instrumental) |                      | 北川勝利   |                        | 3:41 |
| 合計時間:          | 合計時間:                       | 合計時間:            | 合計時間:  | 27:18                  |      |

| #  | タイトル                     | 作詞 | 作曲・編曲 |
| -- | ---------------------------- | ---- | ---------- |
| 1. | 「インタリオ」(MV)           |      |            |
| 2. | 「インタリオ」(MVメイキング) |      |            |